# Chersomanes
Genre
Chersomanes est un genre de passereaux de la famille des Alaudidae.

## Liste des espèces
Selon la classification de référence du Congrès ornithologique international (version 6.4, 2016) :
- Chersomanes albofasciata (Lafresnaye, 1836)
  - Chersomanes albofasciata albofasciata (Lafresnaye, 1836)
  - Chersomanes albofasciata alticola Roberts, 1932
  - Chersomanes albofasciata arenaria (Reichenow, 1904)
  - Chersomanes albofasciata barlowi White, CMN, 1961
  - Chersomanes albofasciata boweni (Meyer de Schauensee, 1931)
  - Chersomanes albofasciata erikssoni (Hartert, 1907)
  - Chersomanes albofasciata garrula (Smith, A, 1846)
  - Chersomanes albofasciata kalahariae (Ogilvie-Grant, 1912)
  - Chersomanes albofasciata macdonaldi (Winterbottom, 1958)
  - Chersomanes albofasciata obscurata (Hartert, 1907)
- Chersomanes beesleyi Benson, 1966